# Ruben Aguilar
Ruben Aguilar (ur. 26 kwietnia 1993 w Grenoble) – francuski piłkarz pochodzenia hiszpańskiego występujący na pozycji prawego obrońcy w monakijskim klubie AS Monaco oraz w reprezentacji Francji.

## Kariera klubowa

### AS Saint-Étienne
6 lipca 2011 podpisał kontrakt z klubem AS Saint-Étienne. Zadebiutował w zespole rezerw 13 sierpnia 2011 w meczu Championnat National 2 przeciwko RCO Agde (0:0). Pierwszą bramkę zdobył 17 września 2011 w meczu ligowym przeciwko AS Béziers (2:1).

### Grenoble Foot 38
20 lipca 2013 przeszedł do drużyny Grenoble Foot 38. Zadebiutował 14 września 2013 w meczu Championnat National 2 przeciwko Marignane Gignac FC (0:1).

### AJ Auxerre
1 lipca 2014 podpisał kontrakt z zespołem AJ Auxerre. Zadebiutował 1 sierpnia 2014 w meczu Ligue 2 przeciwko Le Havre AC (2:0).

### Montpellier HSC
1 lipca 2017 przeszedł do klubu Montpellier HSC. Zadebiutował 12 sierpnia 2017 w meczu Ligue 1 przeciwko Toulouse FC (1:0). Pierwszą bramkę zdobył 22 grudnia 2018 w meczu ligowym przeciwko Olympique Lyon (1:1).

### AS Monaco
6 sierpnia 2019 podpisał kontrakt z drużyną AS Monaco. Zadebiutował 9 sierpnia 2019 w meczu Ligue 1 przeciwko Olympique Lyon (0:3). Pierwszą bramkę zdobył 30 października 2019 w meczu Pucharu Ligi Francuskiej przeciwko Olympique Marsylia (2:1). Pierwszą bramkę w lidze zdobył 27 września 2020 w meczu przeciwko RC Strasbourg (3:2).

## Kariera reprezentacyjna

### Francja
W 2020 roku otrzymał powołanie do reprezentacji Francji. Zadebiutował 11 listopada 2020 w meczu towarzyskim przeciwko reprezentacji Finlandii (0:2).

## Statystyki

### Klubowe
(aktualne na dzień 18 lutego 2021)
| Klub                | Sezon              | Liga                   | Liga  | Liga   | Puchar kraju | Puchar kraju | Puchar ligi | Puchar ligi | Suma  | Suma   |
| Klub                | Sezon              | Liga                   | Mecze | Bramki | Mecze        | Bramki       | Mecze       | Bramki      | Mecze | Bramki |
| ------------------- | ------------------ | ---------------------- | ----- | ------ | ------------ | ------------ | ----------- | ----------- | ----- | ------ |
| AS Saint-Étienne II | 2011/12            | Championnat National 2 | 15    | 1      | 0            | 0            | –           | –           | 15    | 1      |
| AS Saint-Étienne II | 2012/13            | Championnat National 2 | 24    | 0      | 0            | 0            | –           | –           | 24    | 0      |
| AS Saint-Étienne II | Ogólnie            | Ogólnie                | 39    | 1      | 0            | 0            | 0           | 0           | 39    | 1      |
| Grenoble Foot 38    | 2013/14            | Championnat National 2 | 16    | 0      | 0            | 0            | –           | –           | 16    | 0      |
| Grenoble Foot 38    | Ogólnie            | Ogólnie                | 16    | 0      | 0            | 0            | 0           | 0           | 16    | 0      |
| AJ Auxerre          | 2014/15            | Ligue 2                | 28    | 0      | 5            | 0            | 3           | 0           | 36    | 0      |
| AJ Auxerre          | 2015/16            | Ligue 2                | 22    | 0      | 0            | 0            | 0           | 0           | 22    | 0      |
| AJ Auxerre          | 2016/17            | Ligue 2                | 30    | 0      | 3            | 0            | 1           | 0           | 34    | 0      |
| AJ Auxerre          | Ogólnie            | Ogólnie                | 80    | 0      | 8            | 0            | 4           | 0           | 92    | 0      |
| Montpellier HSC     | 2017/18            | Ligue 1                | 31    | 0      | 3            | 0            | 4           | 0           | 38    | 0      |
| Montpellier HSC     | 2018/19            | Ligue 1                | 29    | 1      | 1            | 0            | 0           | 0           | 30    | 1      |
| Montpellier HSC     | Ogólnie            | Ogólnie                | 60    | 1      | 4            | 0            | 4           | 0           | 68    | 1      |
| AS Monaco           | 2019/20            | Ligue 1                | 19    | 0      | 2            | 0            | 2           | 1           | 23    | 1      |
| AS Monaco           | 2020/21            | Ligue 1                | 23    | 1      | 1            | 0            | –           | –           | 24    | 1      |
| AS Monaco           | Ogólnie            | Ogólnie                | 42    | 1      | 3            | 0            | 2           | 1           | 47    | 2      |
| Ogólnie w karierze  | Ogólnie w karierze | Ogólnie w karierze     | 237   | 3      | 15           | 0            | 10          | 1           | 262   | 4      |

### Reprezentacyjne
(aktualne na dzień 18 lutego 2021)
| Reprezentacja | Rok     | Mecze | Bramki |
| ------------- | ------- | ----- | ------ |
| Francja       |         |       |        |
| 2020          | 1       | 0     |        |
| Ogólnie       | Ogólnie | 1     | 0      |

| Mecze i gole w reprezentacji | Mecze i gole w reprezentacji | Mecze i gole w reprezentacji | Mecze i gole w reprezentacji | Mecze i gole w reprezentacji | Mecze i gole w reprezentacji | Mecze i gole w reprezentacji | Mecze i gole w reprezentacji |
| Lp.                          | Data                         | Miejsce                      | Gospodarz                    | Gość                         | Wynik                        | Gol                          | Rozgrywki                    |
| ---------------------------- | ---------------------------- | ---------------------------- | ---------------------------- | ---------------------------- | ---------------------------- | ---------------------------- | ---------------------------- |
| 1.                           | 11.11.2020                   | Saint-Denis                  | Francja                      | Finlandia                    | 0:2                          |                              | Mecz towarzyski              |

## Życie prywatne
Aguilar urodził się w Grenoble, we Francji. Jego matka jest Francuzką, a ojciec Hiszpanem. Przez błąd w bazie danych gry komputerowej Football Manager, który polegał na przypisaniu piłkarzowi niewłaściwej narodowości, stał się gwiazdą w boliwijskich mediach oraz otrzymał ofertę reprezentowania Boliwii w piłce nożnej.